# Etika v oglaševanju
Etika oglaševanja je področje aplikativne etike, ki se ukvarja z etičnimi normami in moralnim delovanjem na področju oglaševanja. Poleg zakonodaje, ki skrbi za moralnost v oglaševanju, je stroka oglaševanja razvila tudi svoje načine reguliranja, ki si prizadevajo za večji ugled in zaupanje ljudi.
Definicije oglaševanja se v zgodovini spreminjajo od tistih na začetku 20. stoletja, ki govorijo o prodaji v tisku, preko takih, ki poudarjajo vidik bitke znamk, pa do sodobnih, ki izpostavljajo komunikacijsko osnovo oglaševanja. Najpogostejša opredelitev se glasi: »oglaševanje je plačana neosebna komunikacija prepoznanega sponzorja, ki uporablja množične medije, da bi vplivala na publiko ali jo prepričala«..
Neetičnega oglaševanja je iz dneva v dan več, saj neusmiljen ekonomski trg od podjetij zahteva vse bolj ekstremne načine privabljanja kupcev, kar pa je v poplavi obstoječih izdelkov zelo zahtevna, skoraj nemogoča naloga. Zato se vse več oglaševalcev poslužuje načinov oglaševanja, ki velikokrat prestopijo mejo etičnega. Poleg informativne, vzgojne in socializacijske vloge, ima oglaševanje tudi kulturno – umetniško vlogo, danes prevladujoč prostor oglaševanja. Ta prostor pa hkrati tvori potencial za etično zlorabo, saj večina oglasov ni več namenjena konkretni prodaji, ampak so vse bolj polni korporativnega, institucionalnega in socialnega oglaševanja itd. (Jančič, 1999).

## Vloga in cilji oglaševanja
1. Komuniciranje – osnovna prednost oglaševanja kot komuniciranja je v tem, da lahko z njim hitro in enostavno dosežemo široko opredeljeno javnost. Ampak to prinaša tudi slabost – oglaševanje ne omogoča interakcije med oglaševalcem in njegovimi potrošniki, prav tako pa je dokaj neosebno. 2. Kredibilnost– kredibilnost je ena izmed najpomembnejših vlog oglaševanja, čeprav je ta povečini dokaj nizka. Porabniki namreč pogosto podvomijo v dobronamernost, etičnost, moralo in resnični interes podjetij, ki plačajo oglas. 3. Stroški– osnovna prednost oglaševanja izhaja iz uporabe množičnih medijev, ki prinese nizek strošek kontakta s posameznim porabnikom. Smiselnost oglaševanja je torej upravičena, vse dokler gre za množične izdelke po relativno nizkih cenah.
Cilji: Lorbek navaja kot najbolj utemeljene in značilne cilje naslednji dve skupini ciljev: - informirati potencialne potrošnike o imenu in osnovnih lastnostih (prednostih) proizvoda, zato, da bi se zavedali njegovega obstoja in spoznali namen uporabe (kognitivna stopnja) in - informirati potencialne potrošnike o vseh sestavinah trženjskega spleta za določen proizvod, zato da bi spoznali proizvod, imeli pozitivno stališče do njega in se odločili za nabavo ali nakup (vse tri stopnje procesa adopcije).
Osnovni cilj je povečanje prodaje in s tem ustvarjanje večjega dohodka. Ta cilj je mogoče doseči z najrazličnejšimi oblikami delovanja oglaševanja, ki morajo predvsem resnično in pošteno obveščati porabnike o kakovosti proizvodov, njihovi uporabnosti in nakupnih možnostih. Zato naj ekonomska propaganda ustvarja tudi nekakšen »most zaupanja«, preko katerega se prepletajo z ene strani želje in potrebe porabnikov, z druge strani pa proizvodi, ki jih naj proizvodi, ki jih naj proizvajalci proizvajajo po teh željah in potrebah.

## Regulativa oglaševanja
Ker oglaševanje opravlja številne vloge, poleg ekonomske še informativno in zabavno, v teh vlogah pa zagovarja različne, tudi nasprotujoče si interese, ni nenavadno, da vzbuja raznovrstne kritike. V večini družb je obveljal konsenz, da je oglaševanje po eni strani zaradi svoje vsiljene narave in prepričevalne moči najbolj etično sporna oblika komuniciranja. 
Oglaševanju se največ kritik pripiše takrat, ko postane tesno povezan s hitro rastočo svetovno tržno ekonomijo, z razmahom množične proizvodnje, potrošne družbe in globalnih trgov. V zadnjih desetletjih je število kritik oglaševanja zaradi vse večje oglaševalske gneče na eni strani ter naraščajočih družbenih in okoljskih težav na drugi strani naraslo.
Danes se oglaševanje povezuje tudi z zelo problematičnimi konservativnimi vrednotami, kot so: nacionalizem, šovinizem, materializem, egoizem, itd. Tako je danes oglaševanje močno orodje tistih, ki se upirajo spremembam, ki jih zahtevajo okolje in družbena negotovost. 
V oglaševanje je vpetih mnogo akterjev – eden izmed njih je tudi skupina institucij, ki skrbi za regulacijo oglaševanja, tako na ravni zakonodaje kot na ravni samoregulacije. Sodobne kritike oglaševanja lahko razdelimo na 3 ravni:
- Kritike na mikro in makro-ekonomski ravni
- Kritike na ravni družbe
- Kritike na ravni posameznik

### Vrste regulative
Odziv na kritike oglaševanja se odvija v dveh diskurzih: v pravnem in moralnem. Pravni izhaja iz predpostavke, da je oglaševanje legitimna praksa tržnih ekonomij. Vsi, ki proizvajajo izdelke na trgu, naj bi imeli pravico do oglaševanja. Moralni diskurz pa se sprašuje tudi o pomenu obstoja oglaševanja, o njegovi ekonomski in družbeni dopustnosti. Bolj z vprašanjem kaj in kako je dovoljeno oziroma pravno, se ukvarja z vprašanjem, kaj je prav. Izpostavlja predvsem potencialne negativne učinke, ki jih ima lahko oglaševanje na družbo in posameznika.

### Zakonska regulativa oglaševanja
V Sloveniji nimamo urejene integralne zakonodaje s področja oglaševanja. Pravo, ki se nanaša na oglaševanje, sega na več področij, npr. na varstvo konkurence, potrošniško pravo, tržno organizacijsko pravo, pravo varovanja okolja, ipd. Oglaševanje tako urejamo z razpršenimi zakonskimi določili. Iz tega sledi, da pravila delovanja oglaševalcev ne le določajo različni zakoni in zakonska določila, ampak so za izvajanje nadzora pristojni različni organi (Tržni inšpektorat, Urad RS za varstvo konkurence, Zdravstveni inšpektorat, itd). Eden od glavnih zakonov, ki ureja delovanje oglaševanja je ZVK – Zakon o varstvu konkurence. Drugi zakoni in zakonski akti, ki obravnavajo oglaševanje, so bolj usklajeni z uveljavljeno strokovno terminologijo.
V splošnem veljajo TRI SKUPINE NEDOPUSTNEGA OGLAŠEVANJA:
1. Oglaševanje, ki krši ustavna načela ter z ustavo in zakoni zagotovljene pravice drugih oseb (npr. človekovo osebnost in dostojanstvo; ne sme spodbujati nasilja, sovraštva, nestrpnosti)
2. Oglaševanje, ki sicer ne krši ustavnih načel, niti pravic drugih oseb, niti načela lojalnosti, je pa z zakonom omejeno ali prepovedano zaradi varstva širših družbenih interesov oziroma je v nasprotju z javno koristjo (npr. prepoved oglaševanja orožja, zdravil na recept, omejitev oglaševanja alkoholnih izdelkov in tobačnih izdelkov)
3. Oglaševanje, ki je nepošteno in nelojalno (npr. čezmerno pretiravanje, okoriščanje z ugledom konkurence, itd)

## Vloga etike v oglaševanju
Običajno podjetja od oglaševanja pričakujejo maksimalne učinke, najpogostejši vzrok za vedno večja porabljena sredstva pa je čedalje ostrejša konkurenca. Sicer bi za končne rezultate oglaševanja lahko rekli, da so do določene mere predvidljivi, vendar pa so vse prej kot gotovi. Delno tudi iz tega izhaja dejstvo, da se podjetja v želji za čim večjimi učinki, v smislu povečanja prodaje ali ugleda podjetja, poslužujejo takšnih metod oglaševanja, ki iz etičnega vidika morda niso najbolj primerne. Čeprav so meje med etičnim in neetičnim v oglaševanju včasih težko določljive, skušajo to področje vsaj do neke mere urejati tudi kodeksi, kot npr. Slovenski oglaševalski kodeks.
Do začetka 20. stoletja etika v oglaševanju ni bila dosti razvita. Dovoljeno je bilo praktično vse, zato so bila oglasna sporočila velikokrat zavajajoča in nepoštena. Posledica tega pa je bila, da je v oglase verjel le redko kdo. Tako so oglaševalci zaradi večje kredibilnosti sami predlagali ureditev oglaševalske panoge – poseg države v dejavnost z zakonodajo.
V sodobnem oglaševanju ločimo dva etična sistema: prvi je zunanji, ki temelji na institucionalnih pravilih, formalni zakonodaji in organizacijskih postopkih. Sestavljajo ga formalni organi (npr. Oglaševalsko razsodišče v Sloveniji), prakse oglaševalskih agencij (interna pravila za oglaševanje) in oglaševalske politike medijev. Drugi sistem pa temelji na posameznikovi presoji in je oseben. Sestavljen je iz posameznikovih odločitev in predvidevanj etičnih posledic.
Oglaševalci se dnevno soočajo z naslednjimi etičnimi vprašanji:
1. Komu naj bo oglaševanje namenjeno in komu ne?
2. Kaj naj bo in kaj naj ne bo oglaševano?
3. Kakšna naj bo in kakšna naj ne bo vsebina oglasnega sporočila?

Kako etičen je slovenski prostor?
Trženje in oglaševanje sta gotovo javno najbolj izpostavljeni funkciji podjetja. Predvsem na področju oglaševanja so tudi v slovenskem poslovnem prostoru značilni številni regulacijski predpisi in delovanje profesionalnih združenj, kot so Slovensko združenje oglaševalskih agencij, Slovensko združenje oglaševalcev, Slovensko združenje medijev in oglaševalsko razsodišče. 
Etičnost oglaševanja je obravnavana v Slovenskem oglaševalskem kodeksu, leta 1999 je bila ustanovljena tudi Slovenska oglaševalska zbornica – SOZ, katere glavni namen delovanja je med drugim tudi skrb za uveljavljanje etike oglaševanja.

## Katera področja oglaševanja so najbolj sporna?
Jančič navaja kot najbolj sporna področja oglaševanja:
- Napihovanje: je pogost pojav v oglaševalskih sporočilih. Gre za uporabo superlativov, prispodob in nenavadnih predstav, ki naj bi očarale in prepričale potrošnike. Gre za sporočanje subjektivnih mnenj, za pretiravanje in za izražanje s presežniki brez kakršnihkoli argumentov. Glavni namen je seveda prepričati potrošnike v nakup. Mnenja o etičnosti takega početja so različna. Nekateri menijo, da gre za legitimno navdušenje oglaševalcev, ki ga potrošniki znajo realno ovrednotiti, nasprotniki pa so prepričani, da tako oglaševanje potrošnike zavaja in je potrebno seči po zakonskih sredstvih, da se tovrstna sporočila odpravijo.
- Stereotipiziranje: stereotipi prikazujejo skupino ljudi po vnaprej določenem vzorcu. Največkrat gre za spore o prikazovanju družbene vloge moških in žensk ali pa za stereotipno prikazovanje družbenih skupin, manjšin in starejših ljudi. Temeljno vprašanje etične presoje je v tem primeru povezano z vprašanjem ali oglaševanje oblikuje družbene vrednote, spodbuja stereotipe ali pa jih zgolj povzema in razkriva.
- Oglaševanje otrokom: v 70. letih je bilo oglaševanje otrokom najbolj kontroverzna tema, ki ostaja še danes predmet o etičnosti oglaševanja. Velja, da otroci zaradi pomanjkanja izkušenj in naivnosti ne morejo biti enakovredni partnerji oglaševalcem, zato jih je potrebno še posebej zaščititi pred vse večjimi pritiski industrije, ki v otrocih vidi ogromen potencialni trg za svoje izdelke in hkrati »lahko tarčo«. Danes obstajajo posebni zakoni in pravila, ki urejajo to področje.
- Oglaševanje alkohola in tobačnih izdelkov: Oglaševanje alkohola in tobaka spada pod oglaševanje življenjskega sloga. To pomeni, da se ne osredotoči na koristi, ki bi jih imel z nakupom takih izdelkov, ampak na želen življenjski stil, ki je z izdelkom povezan. Tipičen primer je povezana med alkoholom in uživanjem na zabavi. Za škodljive dobrine (tobak, alkohol) je značilno, da predstavljajo problem za ljudi in okolico, po drugi strani pa prinašajo zadovoljitev nekaterih človekovih potreb. Taki izdelki spadajo med dobrine, ki so etično sporne. Po eni strani prinašajo državi visoke davke, povečajo pa se tudi stroški zdravljenja. Zakonodaja je posegla v to območje zaradi vse večje zaščite na področju zdravja, varstva okolja in varstva potrošnikov. Na tem področju je prepovedano oglaševanje izdelkov, ki ne sodijo med tobak, ampak s svojim videzom in namenom uporabe neposredno spodbujajo k potrošnji tobačnih izdelkov.
- Subliminalno oglaševanje: subliminalno sporočilo je posredovano na tak način, da se prejemnik ne zaveda, da ga je prejel. To po navadi pomeni, da so simboli preveč medli ali kratkotrajni, da bi jih lahko jasno prepoznali. Oglaševalci želijo s takimi sporočili spodbuditi potrošnika k nakupu. Kritiki menijo, da bi bilo potrebno takšno oglaševanje prepovedati, saj kršijo temeljno pravico človeka, da svobodno in zavestno sprejme informacije in jih z enako svobodo lahko tudi zavrne. Problem pa nastane, ker je subliminalno oglaševanje zelo težko odkriti.
- Golota in spolna namigovanja: na tem področju gredo najpogostejše kritike prikazovanju golote žensk, ki so večinoma opredeljene le kot okrasni objekti. Kritiki oglaševanja so zelo zaskrbljeni nad uporabo seksapilnosti z namenom povečati ugled določenim izdelkom, sporno se jim zdi tudi poniževanje ženske (ali moškega), če ju prikazujemo kot predmet poželenja. Oglasi za kozmetiko, spodnje perilo, so med najbolj kritiziranimi prav zaradi vloge ženske kot spolnega objekta.
- Zdravila : svetovna organizacija WHO je zdravila brez recepta opredelila kot farmacevtske izdelke, ki se izdelujejo in prodajajo z namenom, da bi jih porabniki kupili na lastno odgovornost. Tržno oglaševanje zdravil in medicinskih pripomočkov je zakonsko urejeno v zakonu o zdravilih in medicinskih pripomočkih. Na zdravila se v Slovenskem oglaševalskem kodeksu nanaša 22. člen, ki pravi, da lahko oglasna sporočila govorijo le o omilitvi zunanjih znakov bolezni, ne smejo pa trditi, da lahko odpravljajo tudi prave vzroke bolezni ali ustvariti predstavo, da ob uporabi tega izdelka ni potreben posvet z zdravnikom.

Wells, Burnett in Moriartyjevi opredelijo naslednja področja etično spornega oglaševanja (1992; v Jančič, 1999):
- Napihovanje: V namen očaranja kupcev oglaševalci uporabljajo superlative, prispodobe in nenavadne predstave. Mnenja strokovnjakov o etičnosti takšnega dejanja, niso sinhrona. Nekateri menijo, da jih oglaševalci uporabljajo upravičeno, drugi pa da bi takšna dejanja morali preganjati zakonsko. De Georg (1990; v Jančič, 1999[2]) meni, da je napihovanje laž , ki pa je nemoralna, le če nekdo poskuša prepričati drugega v nekaj, kar tudi sam ve, da ni resnično. Boatright (1993; v Jančič, 1999[2]) pa napihovanje definira kot zavajanje, ki se zgodi, kadar napačno prepričanje, katerega oglaševanje ustvari oz. zlorabi, pomembno vpliva na racionalno odločanje potrošnikov.
- Vprašanje dobrega okusa: Gre za tip oglasa, ki je večini lahko povsem sprejemljiv, določeni skupini ljudi pa se zdi žaljiv – subjektivno dojemanje oglasa. Oglaševalci uporabljajo spolna namigovanja (čeprav sam izdelek ni povezan s spolnostjo), izkoriščanje drobnih človeških slabosti ali telesnih pomanjkljivosti (npr.: jecljavčki, očalniki, plešci, debeluhi, suhci, itd.) (Jančič, 1999[2])
- Stereotipiziranje: Oglasi, ki stereotipizirajo največkrat vsebujejo spolne stereotipe – vloge moških in žensk, ali pa stereotipno prikazovanje družbenih skupin (rasnih, verskih ali narodnih manjšin, generacij mladih, poklicnih ali dohodkovnih razredov, ipd.)(Jančič, 1999[2].
- Oglaševanje otrokom: To so glasi, ki neposredno nagovarjajo otroke k nakupu izdelka, ali pa otroke nagovarjajo naj prepričujejo starše, ali katerokoli starejšo osebo, naj kupijo izdelek. Zaradi svoje naivnosti in nezadostnih življenjskih izkušenj otroci ne morejo biti enakovreden partner oglaševalcem, ki v otrocih vidijo velik potencial prihodnjih potrošnikov in ga s pridom tudi izkoriščajo. (Primer oglaševanja otrokom)
- Kontroverzni izdelki: Tu spadajo oglasi, ki oglašujejo izdelke, kot so tobačni izdelki, alkoholne pijače, orožja, zdravila, zaščita pred spolnimi boleznimi. Zaradi svoje vsebine so že apriorno etično sporni (Jančič, 1999 [2]). (Primer oglasa za alkohol in zdravilo)
- Subliminalno oglaševanje: Oglasi s subliminalnimi sporočili vsebujejo dražljaje (vizualne, slušne) kateri so »pod pragom« človekovega zaznavanja. Takšna sporočila človekova zavest ne zazna, jih pa zazna človekova podzavest (Ma.J., 2009[7].) Subliminalna sporočila so etično sporna in prepovedana. Problem je v tem, da jih je težko dokazati, tako prisotnosti v oglasih, kot njihovo vlivanje na ljudi (Jančič, 1999 [2]). (Primer subliminalnega sporočanja)

## Slovenski oglaševalski kodeks
Sprejet je bil leta 1994 v Portorožu v okviru zbora članov Slovenske oglaševalske zbornice. Dopolnjen je bil leta 1997 (manjša formalna prilagoditev evropski samoregulativi) in leta 1999 (specifikacija določil o oglaševanju tobačnih in alkoholnih izdelkov). Sprejet je bil, ker je oglaševalska stroka sama najbolj zainteresirana in se čuti odgovorna za razvoj prakse oglaševanja v Sloveniji. Kodeks le dopolnjuje zakon in nikakor ne more biti v nasprotju z njim.
Nekaj pravil oglaševanja, ki so napisana v Slovenskem oglaševalskem kodeksu:
- Člen 1 USTAVNA DOLOČILA

Oglaševanje mora prispevati k razvoju družbene skupnosti in ne sme ne neposredno ne posredno kršiti ustavnih določil. Zakon ureja varstvo ustavnosti tudi za področje oglaševanja, zato v kodeksu ni treba posebej naštevati posameznih zakonskih členov. 
- Člen 2 ZAKONITOST

Oglaševanje ne sme vsebovati ničesar, kar bi bilo v nasprotju z obstoječo zakonodajo, niti izpuščati ničesar, kar zakon izrecno zahteva. Prav tako ne sme spodbujati ali odobravati kršitve zakonov. 
- Člen 4 POŠTENOST

Oglaševanje ne sme biti oblikovano tako, da bi zlorabljalo zaupanje potrošnikov, izkoriščalo njihovo pomanjkljivo izkušenost oziroma znanje ter jih s tem zavajalo.
- Člen 5 RESNIČNOST

Opisi, trditve in primerjave tehnične narave, ki so objavljeni v oglasnih sporočilih, morajo biti dokazljivi. Oglaševalci in oglaševalske agencije morajo v primeru neobičajnih trditev, ki niso splošno znane, na zahtevo medija pred objavo pisno prevzeti odgovornost za resničnost navedb. 
Sporočila ne smejo vsebovati trditev ali vizualnih predstav, ki neposredno ali posredno zavajajo potrošnika o namenu izdelka ali o oglaševalcu samem in s tem lahko na nelojalen način škodujejo drugim izdelovalcem oziroma oglaševalcem. Neresnice ali pretiravanja, katerih namen je zabavati ali zbujati pozornost, so dovoljeni le, če je jasno, da gre za humor, parabolo ali očitno pretiravanje, ne pa za dejstvo, ki ga je treba sprejeti kot takega. 
- Člen 21 ALKOHOLNE PIJAČE IN TOBAČNI IZDELKI (nekaj primerov)

1. Oglaševanje ne sme zbujati vtisa, da je uživanje alkoholnih pijač ali kajenje pogoj za družbeni uspeh ali uspeh pri spolnosti.
2. Oglaševanje alkoholnih pijač ali tobačnih izdelkov ne sme vsebovati trditev, da uživanje alkoholnih pijač ali kajenje lahko izboljša delovne sposobnosti.
3. Oglaševanje alkoholnih pijač ali tobačnih izdelkov ne sme biti usmerjeno na mladoletnike, ne sme jih prikazovati pri uživanju alkoholnih pijač ali kajenju tobačnih izdelkov niti ne spodbujati k uživanju alkoholnih pijač ali kajenju tobačnih izdelkov s prikazovanjem oseb, ki so jim vzorniki.
4. Delitev brezplačnih vzorcev alkoholnih pijač ali tobačnih izdelkov mladoletnikom je prepovedana.

## Primeri etično spornih oglasov
1. Oglas, ki prikazuje nosečo deklico: Oglas, kjer je mlada deklica noseča, se zdi marsikomu zelo etično sporen. Predvsem naj ne bi bil primeren za otroke, saj so še zelo lahkoverni in nimajo veliko življenjskih izkušenj.
2. Sisley oglas: Na tem oglasu sta prikazani dve manekenki, ki s svojo gesto nakazujeta na uživanje mamil, čeprav mamila na oglasu niso neposredno prisotna. Na tem področju je prepovedano oglaševanje izdelkov, ki ne sodijo med tobak in druge prepovedane substance, ampak s svojim videzom in namenom uporabe neposredno spodbujajo k potrošnji tobačnih izdelkov. Tako lahko ugotovimo, da je ta reklama moralno zelo sporna, saj dobi ob njej potrošnik (ne)hote asociacijo na uživanje mamil.
3. Oglas, kjer je posredno prikazana hiearhija med spoloma oz. neenakost spolov: Marsikdo dobi ob pogledu na ta oglas asociacijo, da moški izvaja nasilje nad žensko. V tem primeru je oglas etično zelo sporen, saj je ženska prikazana kot nemočna in ponižna, torej kot žrtev, moški pa kot nekdo, ki ima moč in mu je dovoljeno zaničevati osebo nasprotnega spola.
4. Oglas, ki se glasi: "Pivo za otroke": Ta oglas je etično zelo sporen, kljub temu, da »pivo za otroke« ne vsebuje alkohola. Ker so otroci še zelo lahkoverni in verjamejo vsemu kar vidijo, bi lahko sklepali, da bodo ob gledanju tega oglasa dobili napačno predstavo o pivu in ga smatrali za pijačo, ki jo je dobro (zaželeno) uživati. Kodeks na tem področju namreč zapoveduje, da: oglaševanje alkoholnih pijač ali tobačnih izdelkov ne sme biti usmerjeno na mladoletnike, ne sme jih prikazovati pri uživanju alkoholnih pijač ali kajenju tobačnih izdelkov niti ne spodbujati k uživanju alkoholnih pijač ali kajenju tobačnih izdelkov s prikazovanjem oseb, ki so jim vzorniki.

## Mehanizmi regulacije
V poslovnem svetu se etična vprašanja rešujejo na naslednje tri načine:
- z zakonsko regulativo
- skozi tržni pritisk
- s samoregulativo ali moralno obligacijo

### Zakonska regulativa
Kljub temu, da je oglaševanje ena najbolj pravno reguliranih funkcij poslovanja, je to najbolj počasen, tog, nejasen in neživljenjski način odpravljanja problemskih situacij oglaševanja. Nekatere države imajo zapisane zakone, ki so napisani izrecno za oglaševanje, druge pa imajo razpršene zakone iz sorodnih področij, ki v majhni meri posegajo tudi na področje oglaševanja (Jančič, 1999).
Do etičnih dilem v mednarodnem poslovanju pride zaradi različne zakonodaje, političnih sistemov,  ekonomskega in kulturnega razvoja posamezne države. Med EU državami so te razlike manjše kot med državami izven EU (Gojković, 2011) Znotraj držav EU veljajo različni pristopi k obravnavi oglaševanja. Kljub prizadevanju EU k zedinjenju pravne regulative znotraj evropskih članic, prihaja do razlik med državami v naslednjih kategorijah:
- kategorije izdelkov, ki jih je dovoljeno oglaševati
- vsebino oglasov, ki je dopuščena (npr. uporaba igralcev, ki igrajo zdravnike, uporaba otrok, kot nastopajočih modelov, primerjalno oglaševanje)
- dopustni kreativni pristopi
- dopustni mediji oz. omejitve znotraj le teh
- dopustnost uporabe tujega jezika v domačem oglaševalskem prostoru (Bennett, 1993, 81; v Jančič, 1999[2])

V Sloveniji nimamo izrecnih zakonov na področju oglaševanja, imamo pa zakone na sorodnih področjih, ki zajemajo tudi zakone, ki posredno vplivajo na oglaševanje. Nekateri izmed njih so:
- zakon o varstvu potrošnikov
- zakon o medijih
- zakon o medicinskih pripomočkih
- zakon o omejevanju uporabe tobačnih izdelkov
- zakon o omejevanju uporabe alkohola

### Samoregulacija
Ker v skladu z zakonom, še ne pomeni nujno etično ravnanje, so oglaševalci začeli razvijati mehanizme samoregulacije. Samoregulacija je način nadzorovanja pravilnega delovanja strokovnih delavcev znotraj stroke. Tako kot v ostalih strokah, se tudi oglaševalci trudijo ohranjati verodostojnost in ugled stroke. V ta namen so zapisali pravila v obliki etičnih kodeksov. S pomočjo zapisanih pravil, naj bi usmerjali oglaševalce v »pravilno« in etično oglaševanje (Jančič, 1999). Samoregulativa velja za strožji mehanizem regulacije kot zakonodaja.
Tako kot pri zakonodaji, tudi pri kodeksih prihaja do razlik v EU državah (še večjih med državami EU in državami izven EU), čeprav so vse osnovane po kodeksu Mednarodne trgovinske zbornice (ICC) v katerem je zapisano, da mora biti oglaševanje zakonito, dostojno, resnično in pošteno. Iz tako osnovnih in enostavnih smernic, pa je težko pričakovati enotne smernice v vseh državah EU. Do razlik prihaja tudi zaradi različnih zakonov, ki veljajo v posamezni državi, kodeksi pa morajo zakone nadgraditi. V primeru, ko pride do etičnih problemov med državami za to poskrbi Zaveza evropskih oglaševalskih standardov (European Advertising Standards Alliance, EASA), ki je bila ustanovljena v Bruslju v namen razreševanja mednarodnih etičnih oglaševalskih problemov znotraj držav EU (Jančič, 1999).

#### Slovenski oglaševalski kodeks (SOK)
Slovenski oglaševalski kodeks je nadgradnja zakonskega uravnavanja etičnih problemov oglaševanja. Zainteresiranost in odgovornost oglaševalske stroke za razvoj in napredek prakse oglaševanja, je bila povod za sprejem kodeksa (Slovenski oglaševalski kodeks, 2009). Osnovan je na podlagi britanskega kodeksa oglaševalske prakse (kodeks ICC) in idejah različnih avtorjev, ki so jih razvijali na Slovenskem že v 80. letih. Prvič je bil sprejet s strani zbora članov slovenske oglaševalske zbornice (SOZ), leta 1994 v Portorožu, nato pa je bil še dvakrat dopolnjen (1997 – manjša reforma; 1999 – specifikacija določil o oglaševanju tobačnih in alkoholnih izdelkov) (Jančič,1999), od leta 2009 pa je začel veljati novi oglaševalski kodeks, kateremu so dodali posebna pravila za izdelke za lepoto in zdravje, podali nova določila o oglaševanju hrane in pijače ter dodali zahtevo, da morajo oglaševalci svoje trditve dokazati (Ropoša, 2010). Določila slovenskega oglaševalskega kodeksa uveljavlja in uravnava slovenska oglaševalska zbornica.
Cilj kodeksa, kot akt samoregulative, je da bi bilo oglaševanje (Slovenski oglaševalski kodeks, 2009):
- neomejevano v svoji konstruktivni ustvarjalni svobodi
- v skladu z moralo demokratične družbe ter z načeli vestnosti in poštenja
- pripravljeno v duhu odgovornosti tako do oglaševalcev, potrošnikov kot tudi družbe kot celote
- skladno z osnovnimi načeli zdrave tekmovalnosti
- v svoji pojavni obliki estetsko in skladno s kulturo okolja
- v funkciji pospeševanja gospodarskega tekmovanja, razvoja kakovosti življenja, ohranitve okolja
- v funkciji uveljavitve naše družbe v mednarodni menjavi.

S kodeksom so poenoteni kriteriji za delo vseh posameznikov in organizacij, ki so vključeni v proces oglaševanja na območju Republike Slovenije. Z njim je drugim dejavnikom v družbi omogočeno spoznati, da je dejavnost oglaševanja v Sloveniji opremljena s samoregulativnim mehanizmom, zaradi česar ji gre tudi v celoti zaupati (Slovenski oglaševalski kodeks, 2009).

#### Zveza potrošnikov Slovenije (ZPS)
Zveza potrošnikov Slovenije je neodvisna, neprofitna, mednarodno priznana nevladna organizacija. ZPS se zavzema izključno za interese potrošnikov. Njen glavni namen delovanja in cilj je ozaveščanje in informiranje potrošnikov o njihovih pravicah in kako lahko te pravice uveljavljajo (Zveza potrošnikov Slovenije, 2014).